# Wilhelm Kimmich

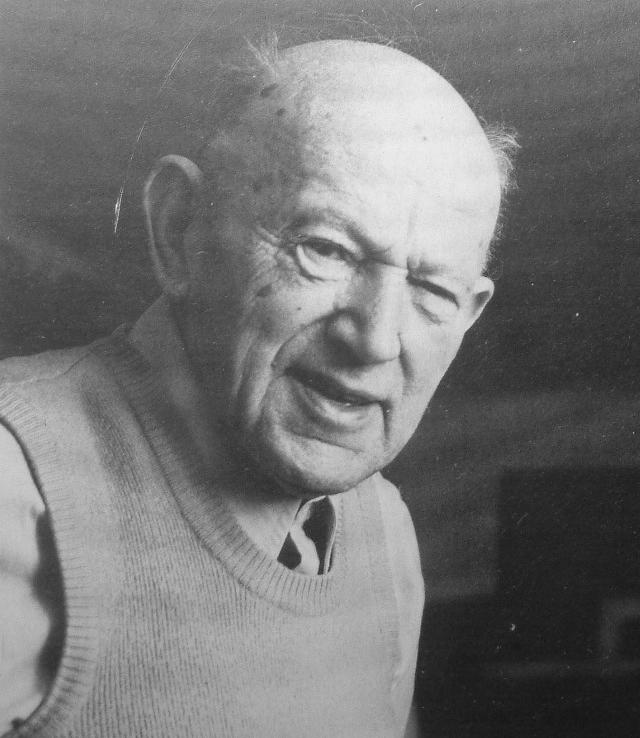
Wilhelm Kimmich um 1980

Wilhelm Kimmich (* 20. Mai 1897 in Lauterbach; † 18. September 1986 ebenda) war ein deutscher Maler. Sein Thema war vor allem der Schwarzwald.

## Beruflicher und künstlerischer Werdegang (1904–1950)
Von 1904 bis 1911 besuchte Wilhelm Kimmich die Volksschule in Lauterbach und machte bereits 1909 erste zeichnerische Versuche. Nach Abschluss einer Lehre als Kaufmann nahm er 1916 bis 1918 als Soldat am Ersten Weltkrieg teil. Nach der Entlassung aus der Kriegsgefangenschaft 1920 arbeitete er als Kaufmann in Lauterbach und Freiburg im Breisgau, ehe er 1926 Mitarbeiter der Lauterbacher Volksbank wurde, wo er seit 1929 als Vorstandsmitglied bis zum Eintritt in den Ruhestand (1960) beschäftigt war. Auch am Zweiten Weltkrieg nahm er ab 1943 teil und wurde 1946 aus der französischen Kriegsgefangenschaft entlassen.

Seit 1916 war Wilhelm Kimmich als Zeichner und Maler tätig. Er nahm in den Jahren 1925 und 1926 Unterricht bei Hans Lembke, Zeichenlehrer an der Universität Freiburg. Seit 1934 beteiligte sich Kimmich an Gruppenausstellungen seiner Bilder, 1937 gab es die erste  Einzelausstellung. 1938 hatte er Privatunterricht bei Hermann Gehri in Freiburg.

## Malerisches Hauptwerk (1950–1980)

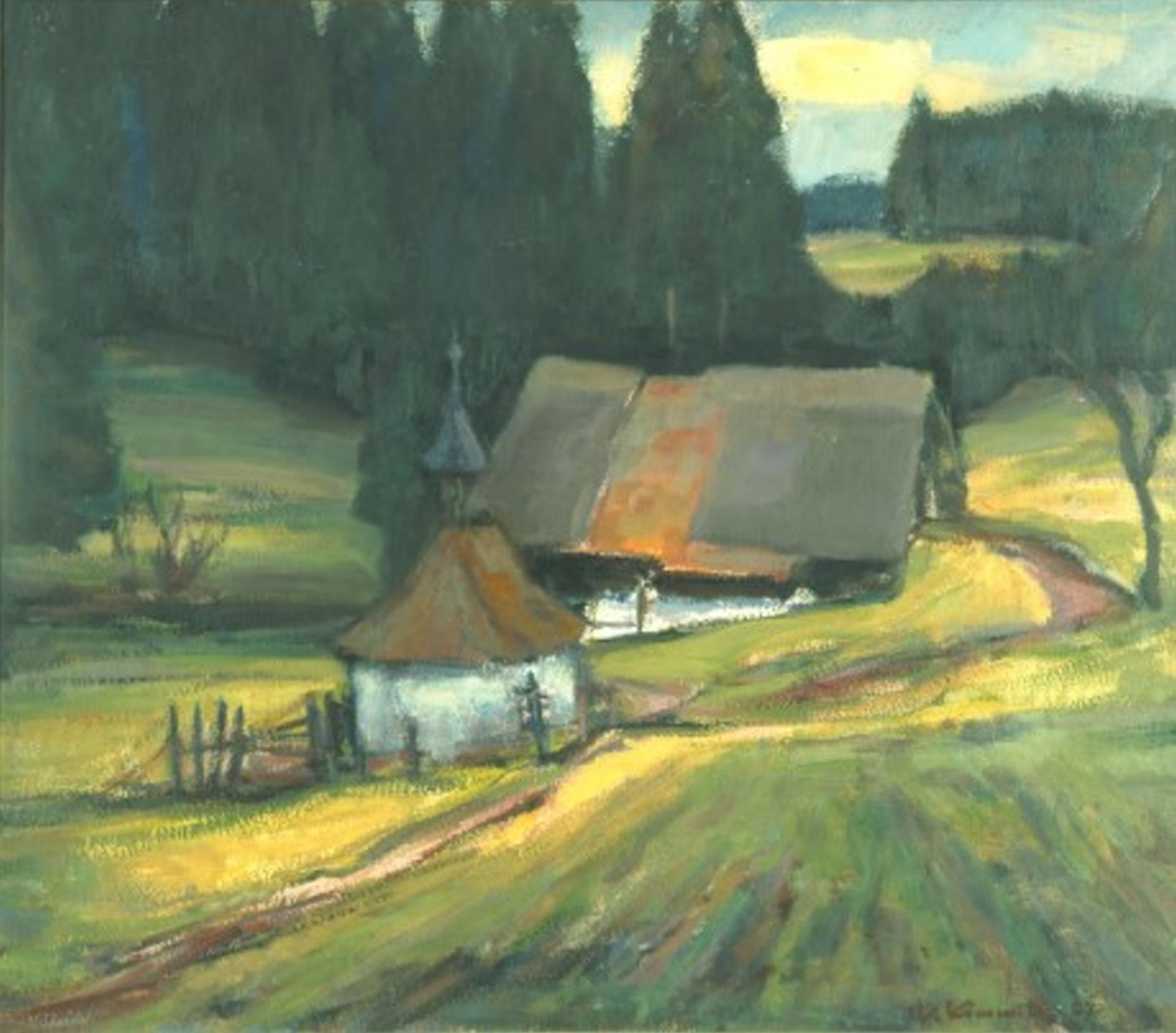
Der Käppelehof im Sommer (1967)

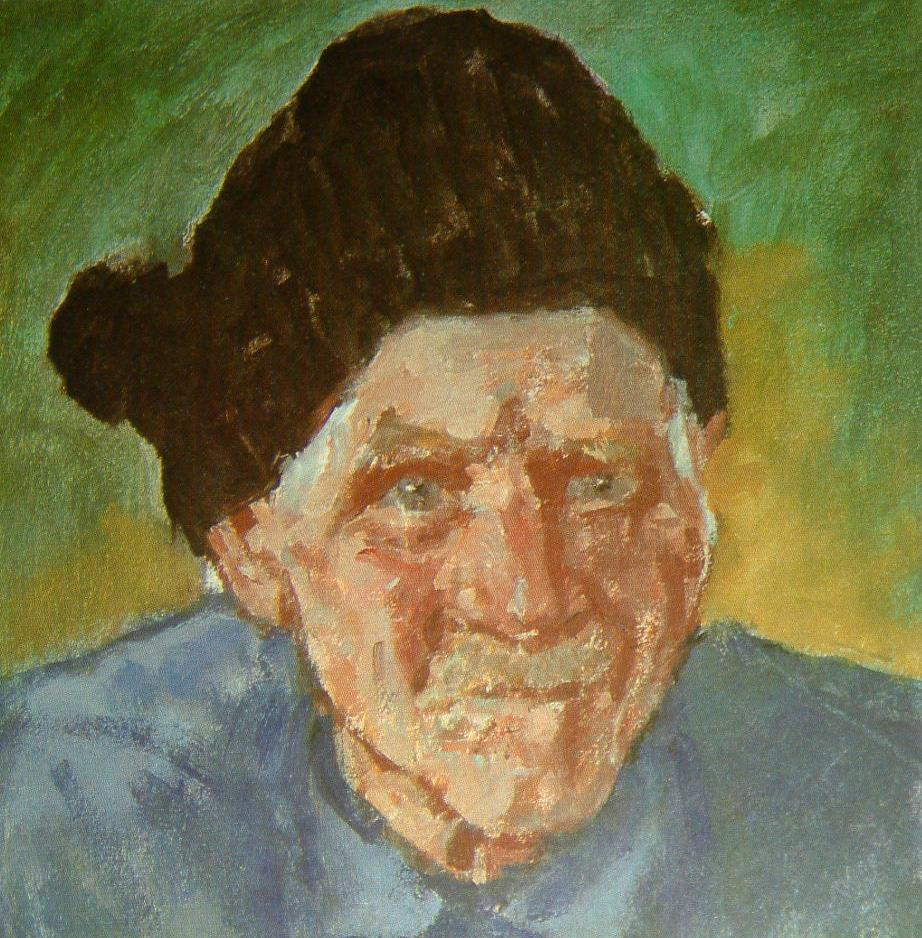
Der Oberbauer David (1972)

Ab 1956 reiste Wilhelm Kimmich mit dem Freund und Maler Hermann Anselment (1905–1981) ins Tessin und nach Italien. Es gibt Landschaftsbilder aus diesen Gegenden, aber bald kehrte Kimmich zu den Motiven seiner Anfänge zurück, dem  Schwarzwald und seinen Menschen. Ab Mitte der 1950er Jahre unterzog er das Schwarzwaldbild einer stilistischen Erneuerung. Diese Leistung bestimmt Kimmichs Rang in der südwestdeutschen Kunstgeschichte.
Wilhelm Kimmich war nicht nur Schwarzwaldmaler. Neben den Landschaften des mittleren Schwarzwaldes finden sich in seinem Werk auch Landschaften aus anderen Gegenden Südwestdeutschlands und aus dem Tessin und Norditalien. Neben Landschaften malte er Porträts und Stillleben.
Seit 1970 wohnte Kimmich in einem Haus mit Atelier auf dem Fohrenbühl. Die Gemeinde Lauterbach verlieh ihm im Jahr 1977 die Ehrenbürgerwürde. Kimmich war seit 1949 in kinderloser Ehe mit Hildegard Lutz aus Munderkingen verheiratet. Nach dem Tod der Ehefrau (1980) lebte der Maler ab 1982 bis zu seinem Tod in einer Lebensgemeinschaft mit Elisabeth Sandfort zusammen.

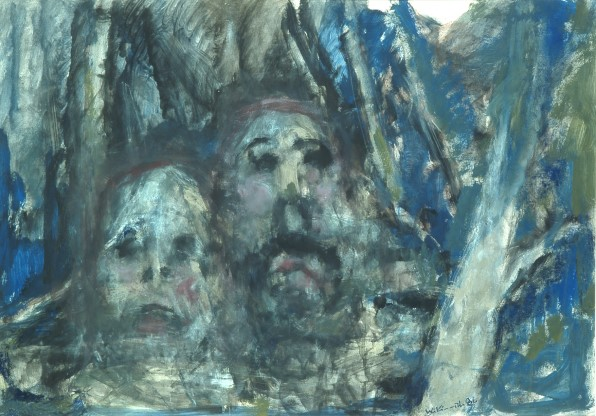
Das letzte Bild (1986)

## Malerisches Spätwerk (1980–1986)
Über sein Spätwerk schreibt sein Freund und Biograph Egon Rieble: „Im Spätwerk bricht Kimmich mit der Kunst des schönen Scheins, um seinen Bildvorstellungen eigenständigen Ausdruck zu verleihen. In Kimmichs letzten Bildern wird die Brüchigkeit des Schwarzwaldmythos in existenziell bedrängender Weise spürbar.“ In Kimmichs letztem Bild von 1986 erscheinen Gesichter zwischen den Bäumen des Schwarzwalds, die den Betrachter aus einer anderen Welt anzuschauen scheinen.
Bis zu seinem Tod am 18. September 1986 hatte der Maler neben zahlreichen Zeichnungen und Skizzen etwa 2000 Gemälde geschaffen. Die noch in seinem Besitz befindlichen Werke vermachte Kimmich der Gemeinde Lauterbach mit der Auflage, sie in einer Stiftung der Öffentlichkeit zugänglich zu machen. Zwei Jahre nach Kimmichs Tod schuf die Gemeinde im ehemaligen Rathaus die Galerie Wilhelm Kimmich, in der neben den Werken des einheimischen Künstlers auch Werke anderer Künstler ausgestellt werden. Auf Initiative des langjährigen Lauterbacher Bürgermeisters Manfred Schlayer (1934–2005) wurde 1997 der Kunstverein Wilhelm Kimmich e. V. gegründet, der sich besonders um die Pflege und Bewahrung des künstlerischen Erbes von Wilhelm Kimmich bemüht.
Ein erster Teil des Werkverzeichnisses erschien 1999. Es handelt sich um die Gemälde in öffentlichem Besitz. Der zweite Teil des ersten Bandes (Gemälde im Privatbesitz) erschien 2007. Bei dessen Erstellung wurde bemerkt, dass in den Jahren zwischen 1998 und 2007 39 Gemälde aus der Kimmich-Sammlung der Gemeinde Lauterbach „verschwunden“ waren, davon 37 im Besitz der Gemeinde, eine Dauerleihgabe und eines im Besitz des Kunstvereins. In der Folge wurden zwölf Bilder bei privaten Besitzern, die sie gutgläubig erworben hatten, wieder ausfindig gemacht, darunter fünf, die Kimmich selbst als unveräußerbar markiert hatte. Der Zeitpunkt der Entwendung (Diebstahl oder Unterschlagung) konnte bei der Entdeckung nicht festgestellt werden und galt daher als verjährt. Der identifizierte Täter wurde daher strafrechtlich nicht belangt.